# Microcharis ammophila
Microcharis ammophila là một loài thực vật có hoa trong họ Đậu. Loài này được (Thulin) Schrire mô tả khoa học đầu tiên.